# O bobo Sebastián de Morra
O bobo Sebastián de Morra (espanhol: El Bufón Sebastián de Morra ou El Bufón El Primo) é uma pintura de Diego Velázquez, que retrata Sebastián de Morra, um anão e bobo da corte de Filipe IV de Espanha. Foi pintada por volta de 1644 e atualmente está no Museu do Prado em Madri. Não há muita documentação sobre a vida de De Morra, exceto o fato de ele ter sido levado para a Espanha por Filipe IV em 1643 e ter servido à corte por três anos antes de sua morte em 1649. Velázquez era um pintor da corte que a partir daí mostrou anões com um estilo mais cuidadoso e realista em comparação com as pinturas anteriores. De Morra olha diretamente para o espectador, imóvel, sem fazer gestos com as mãos, levando um crítico a sugerir que a pintura representa uma denúncia do tratamento dado a ele e a outros anões pela realeza. No entanto, inventários descobertos recentemente e documentos anteriores relacionados a De Morra revelam que ele poderia ser conhecido por um nome diferente, El Primo.

## Contexto

### Don Sebastian de Morra
Sebastián de Morra foi adquirido pelo rei Filipe IV em 1643 de seu irmão mais novo, o cardeal Infante Fernando. Foi então entregue ao príncipe Baltasar Carlos, com quem ficou até a morte deste algum tempo depois. O trabalho de De Morra era manter o príncipe entretido com humor. De Morra morreu em outubro de 1649, após três anos de serviço na corte. Uma análise das telas nas quais os retratos de De Morra e Filipe IV foram pintados, conduzida pelo Thread Count Automation Project, levou à conclusão de que ambos foram pintados com o mesmo pedaço de pano. Esta conclusão revelou que os dois quadros foram pintados em Fraga.

### Anões da corte
Conhecidos como sabandijas, "pequenas serpentes", os anões bobos da corte eram empregados pelos reis desde o período medieval. Nascendo com alguma deformidade ou deformando-se com o passar do tempo, os bobos da corte se tornaram escravos das famílias reais. Por serem vistos como entretenimento, os anões não eram mais pintados como figuras simbólicas e, em vez disso, com um estilo realista. Como eram tão proeminentes na vida da corte, eles também foram incluídos em pinturas com várias figuras. Pintores  da corte espanhola antes de Velázquez pintaram anões com frieza e descuido, uma vez que estes eram vistos como "pets humanos". Também eram pintados com extrema rigidez e desdém como era visível em seus retratos. Os anões da corte eram retratados em pinturas como propriedade de seus senhores, sendo posicionados mais a frente ou mais atrás, conforme  pedido de seu mestre. Normalmente, eram pintados como obedientes e sob subserviência de seus senhores, que colocavam as mãos em sua cabeça. Os anões estavam apenas uma classe acima dos animais. Eles eram frequentemente pintados segurando algum tipo de animal quando com seus donos. No entanto, os que possuíam habilidades artísticas ou literárias eram poupados de ter que treinar e brincar com animais. A historiadora de arte Enriqueta Harris afirmou que os quadros de anões que Velázquez pintou não pertenciam ao mesmo espaço que as pinturas clássicas que ele havia feito anteriormente. No entanto, Catherine Closet-Crane, autora de um ensaio crítico sobre esse tipo específico de trabalho de Velázquez, afirma que os retratos eram de fato destinados a serem vistos com outras obras do pintor. Ela ainda discute que os retratos podiam ser vistos ao lado de alguns dos retratos de Peter Paul Rubens e de filósofos como Demócrito e Heráclito. Os anões foram comumente pintados dos séculos XV a XVIII, mas seu destaque na arte declinou após esse período.

## Artista

### Trabalho como pintor da corte
Diego Velázquez nasceu em 1599 em Sevilha, Espanha, onde continuou sua carreira de pintor até se mudar para Madri aos 24 anos. O estilo naturalista de Diego Velázquez foi uma das primeiras introduções da Espanha ao estilo Caravaggio que estava correndo pela Europa. Velázquez foi logo empregado como pintor da corte de Filipe IV de Espanha em 1628 (29 anos). Durante seu tempo como pintor da corte, seu trabalho se concentrou principalmente em pinturas para casas reais e da corte. A primeira obra de Velázquez para o rei Filipe IV foi quando ele foi contratado para pintar um retrato para Gaspar de Guzmán, Conde-Duque de Olivares. O trabalho de um pintor da corte era retratar a família real e a corte sob uma luz positiva. A pintura de Velázquez impressionou tanto o rei Filipe que este o contratou para ser o pintor oficial de sua corte, com tarefas administrativas entre alguns dos outros trabalhos que ele também exercia no palácio. Ele é conhecido por ter completado pelo menos dez retratos de anões. Esses quadros estão expostos no Museu do Prado, em Madri.

## Análise visual

### Composição e estilo
Famoso por capturar grandes detalhes em suas pinturas de estilo realista, Velázquez demonstra essas qualidades em seu retrato de Sebastián de Morra. Ao pintá-lo de uma maneira direta, ele conseguiu destacar o óbvio ressentimento de Morra por sua natureza física e pela própria deficiência. Ele é posto sobre um fundo escuro liso, sem objetos à vista. A estrutura da obra era originalmente oval em vez de quadrada, como é evidente nas marcações na tela. As peças que faltam nos cantos também são evidências de que a tela foi feita para caber em uma maca oval. Em 1734, um incêndio destruiu o Real Alcázar de Madrid, onde o quadro estava exposto. Esta pode ter sido a razão pela qual a tela foi cortada irregularmente, para salvá-la de outros danos causados pelo fogo. Acredita-se que a parede onde a pintura estava tenha sido atingida por um incêndio de origem desconhecida. A falta de antecedentes leva à conclusão de que De Morra está alienado do mundo exterior e de uma vida social normal. O lado direito de seu rosto está sombreado devido ao ângulo inclinado da cabeça e à fonte de luz à esquerda. A fonte de luz ajuda a fundamentar a figura, caso contrário aparentaria estar flutuando no espaço em um fundo escuro. O colarinho branco e as mangas da roupa de De Morra são feitos de material de renda caro, o que faz com que o espectador preste mais atenção nas mãos e no rosto. A capa vermelha e dourada em volta de sua figura ajuda a atrair os espectadores até seu rosto. A capa e o colar ao redor de sua cabeça exibem uma aparência semelhante ao casaco militar usado por Filipe IV. As mãos de De Morra estão apoiadas em suas pernas, nas quais Velázquez não incluiu detalhes nos dedos.

### Visão pessoal do artista
A decência de Diego Velázquez foi uma de suas características mais conhecidas, ilustrada em seus retratos de anões e bobos. Ao contrário do costume comum espanhol, ele pintava anões porque sentia que havia beleza em retratar a verdade, não apenas para capturar a feiúra. Em vez de descrever-los como simples artistas deformados, Velázquez os mostrou com humanidade que às vezes superava a de outros homens da realeza. Velázquez mostrou simpatia pelos bobos da corte em suas pinturas/estudos após ser rodeado por estes durante anos enquanto trabalhava na corte real. Ele pintava anões com a mesma humanidade que o fez para a família real, a fim de mostrar que   eram nada menos que seres humanos normais. No entanto, enquanto suas representações realistas e caridosas dos inválidos e anões mantidos pela corte sugerem fortemente que ele sentiu alguma empatia por sua situação, as opiniões do pintor nunca foram especificamente expressas de nenhuma maneira documentada. Como escravos da corte real, Velázquez se encarregou de ilustrar como os bobos da corte se sentiam e eram vistos pelas outras pessoas. O aparente foco do pintor na situação desses empregados é concluído como resultado de sua admiração por suas piadas e humor.

## Controvérsia da identidade
Houve apontamentos de que o retrato de Sebastián De Morra é na verdade o de outro anão conhecido como "El Primo". Um documento do Archivo de Palacio afirma que houve um anão pintado em Fraga chamado El Primo. El Primo era também o apelido de outro anão da época, Diego de Acedo. El Primo foi identificado pela primeira vez como o nome do retrato de Acedo em um catálogo de Pedro de Madrazo em 1872. O retrato não tinha nome até Madrazo ligá-lo à descrição de uma pintura que o rei recebeu com roupas semelhantes ao retrato de Acedo. O problema é que outros inventários identificaram o retrato de De Morra como El Primo também. Em 1952, José Manuel Pita publicou um inventário de 1689 do marquês de Carpio, de Madri, que descreve a pintura de De Morra em detalhes específicos, denominada como El Primo. Um inventário posterior de 1692 do mesmo colecionador também dá o nome El Primo ao retrato de De Morra. O que se sabe sobre o El Primo é que ele trabalhava como bobo da corte para o Conde-Duque de Olivares. Está documentado que Diego de Acedo era o equivalente a um funcionário público da casa e não um bobo, levando à conclusão de que ele e El Primo não eram a mesma pessoa. Devido à natureza contraditória de vários documentos e inventários, é impossível resolver definitivamente esse mistério.